# Кордюков, Александр Александрович
Александр Александрович Кордюков (род. 23 декабря 1960) — советский и российский футболист, нападающий, полузащитник.

## Карьера
Воспитанник пермской СДЮШОР СК «Звезда». В 1978 году за команду во Второй лиге провёл 32 матча. Всю дальнейшую карьеру провёл в клубе «Уралец». В 1980—1993 годах и в 1997 году во Второй (1980—1989), Второй низшей (1990—1991), Первой (1992—1993) и Третьей (1997) лигах первенств СССР и России сыграл 409 матчей, забил 3 мяча.
Участник футбольного турнира Спартакиады народов РСФСР 1982 года в составе сборной Свердловской области.

## Достижения
- Победитель 4-й зоны Второй лиги: 1979
- Бронзовый призёр 7-й зоны Второй низшей лиги: 1991